# Kochlöffel
Kochlöffel (Duits: pollepel) is een Duitse restaurantketen met 85 vestigingen in Duitsland.

## Geschiedenis
Het eerste Kochlöffel-restaurant werd in 1961 geopend door Martha van den Berg en haar eerste echtgenoot Heinrich Lobenberg in Wilhelmshaven. Nadat haar eerste echtgenoot enkele jaren later stierf, trouwde zij in 1969 met de Nederlandse Clemens van den Berg. Deze ging ook in de onderneming werken en leidde het samen met zijn vrouw.
In de jaren zeventig en tachtig van de vorige eeuw steeg het aantal filialen van 20 tot ca. 120. In 2010 trad de jongste dochter Julia samen met haar echtgenoot Torsten Gessler toe tot de leiding van het bedrijf. Kochlöffel is nog steeds een familie-onderneming.
Sinds 1995 werkt Kochlöffel met franchisenemers. Ongeveer twee derde van de restaurants zijn eigen restaurants en een derde zijn van franchisenemers. Naast de vestigingen in Duitsland had Kochlöffel nog zeven vestigingen in Polen onder de naam Conieco.
In september 2010 opende Kochlöfel het eerste filiaal in het Turkse Istanbul via een master-franchiser.
De bereiding van de producten geschiedt voor de ogen van de gast en de gast wordt hierbij ook betrokken. Idee hierachter is om geen geheimen te hebben voor de gast, beter op de wensen van de gast in te kunnen gaan en de wachttijd korter te doen lijken.